# Simonésia
Simonésia este un oraș în Minas Gerais (MG), Brazilia.